# José Huguet Chanzá
José Huguet Chanzá (Benifayó, Valencia, 7 de noviembre de 1931-Valencia, 7 de abril de 2025) fue un historiador, coleccionista y académico español. 

## Biografía
José nació en la localidad valenciana de Benifayó (1931). Completado el bachillerato en el colegio de San José, se graduó como Profesor Mercantil en la Escuela de Comercio de Valencia. Completó su formación académica con estancias en Francia para perfeccionar su dominio del francés, mientras trabajaba como representante de la empresa familiar dedicada a la exportación de naranjas en la zona fronteriza con Estrasburgo. Durante los inviernos (1953-1956) fijó su residencia en la ciudad alemana de Kehl.
En 1962, junto a su padre, estableció y codirigió Urbanizadora Calpe S.A., una empresa enfocada en el desarrollo urbanístico de terrenos y la construcción de villas. Adquirió la escultura "Cosmos 62" de Andreu Alfaro, para instalarla en Calpe y convertir su diseño en el logotipo de la compañía. Concluidos los proyectos en Calpe, la escultura fue vendida al Instituto Valenciano de Arte Moderno, donde forma parte de su colección. A partir de 1964, expandió su actividad a la localidad alicantina de Jávea.
Gracias a la amistad mantenida con los miembros del Grupo Parpalló, comenzó la publicación de la revista de arte contemporáneo Suma y sigue (1962), bajo la dirección de Vicente Aguilera Cerni. Esta publicación tuvo una primera etapa de diez números (1962-1966) y una segunda de tres (1967). Tomás Lloréns Serra colaboró activamente en la primera etapa, y Anzo en la segunda. Tras cesar la edición de la revista, comenzó una colección de tarjetas postales y libros sobre temas valencianos, actividad que se intensificó al ser nombrado Director de la Colección Imatges del Ayuntamiento de Valencia.
Huguet Chanzá fundó  y presidió la Sociedad Valenciana de Historia de la Fotografía (1989). Entre sus contribuciones destaca el descubrimiento en París de que un valenciano, Benito Monfort, residente en la capital francesa (1851-1855), fue el fundador de la primera sociedad y la primera revista fotográfica europeas: la Societé Heliographique y La Lumiêre, un hallazgo que ya se refleja en la bibliografía sobre historia de la fotografía.
Entre 1956 y 1961, residió en Pamplona, donde dirigió dos plantas de lavado de pirita de hierro, una ubicada en Lodosa y la otra en Sabiñánigo, con el objetivo de recuperar el cobre y posteriormente exportar las piritas procesadas a través del puerto de Pasajes. En 1998, la fundación III Milenio le encomendó la Comisaría de una exposición conmemorativa del V Centenario de la construcción de la Lonja. Esta muestra se instaló en el Salón Columnario del edificio y contó con la colaboración especial de Francisco Jarque con sus fotografías y el diseño del catálogo publicado bajo el título "La Lonja Monumento vivo".
En 1992, la Generalidad Valenciana le compró 20.000 postales, 18.000 fotografías en papel y 7.000 negativos en cristal, que conforman el Fondo Huguet de la recién inaugurada Biblioteca Valenciana.
Uno de sus legados más importantes es el Museo de la Imprenta, un museo privado ubicado en el Monasterio del Puig de Santa María, gracias a la cesión de parte del monasterio por la Orden de los Mercedarios para su instalación. Tras su inauguración (noviembre de 1987), Huguet aportó 216 piezas que incluían carteles, grabados, mapas, folletos y otros elementos, complementados con diversas donaciones particulares. El Museo estableció un hermanamiento con el Museo Gutenberg de Maguncia, que autorizó y facilitó la creación de una réplica de la prensa de Gutenberg, la cual preside el Museo del Puig y fue el origen del hermanamiento entre ambas ciudades.
En 2006, los fundadores y propietarios del Museo, con el deseo de asegurar su continuidad, donaron el Museo de la Imprenta a la Generalitat, la cual aceptó la donación y amplió las instalaciones alquilando toda la planta baja del Monasterio. En 2008, este espacio se transformó en el Museu de la Impremta i de les Arts Gràfiques.
Fue  Académico de Honor por la Real Academia de Bellas Artes de San Carlos.

## Publicaciones:
- Benito Monfort y Pascual Pérez Rodríguez, dos valencianos pioneros de la fotografía. Sociedad Valenciana de Historia de la Fotografía. 1990.
- Historia de la Fotografía Valenciana. Ayuntamiento de Valencia. 1990.
- Las fotografías valencianas de J. Laurent. Ayuntamiento de Valencia. 2003.
- La Semana Gráfica. Portadas, imágenes y anuncios (1926-1932). Ayuntamiento de Valencia. 2010.
- Memoria de la luz en la Comunidad Valenciana: 1839-1939. Ed. Consellería de Cultura.1992.
- La Lonja, monumento vivo. En colaboración con Francesc Jarque. Ed Fundación Valencia Tercer Milenio. 1998.
- Valencia, 1888. Ed. Ayuntamiento de Valencia. 1999.
- Valencia en blanco y negro. Ed. Tívoli, 2008.
- La plaza del Ayuntamiento de Valencia: reformas urbanas, 1890-1962. Ayuntamiento de Valencia, 2013.
- Valencia. Ephemera y publicidad. Ayuntamiento de Valencia, 2019.
- Valencia industrial, las fundiciones. Ed.Ayuntamiento Valencia. 2001.